# Cru bourgeois

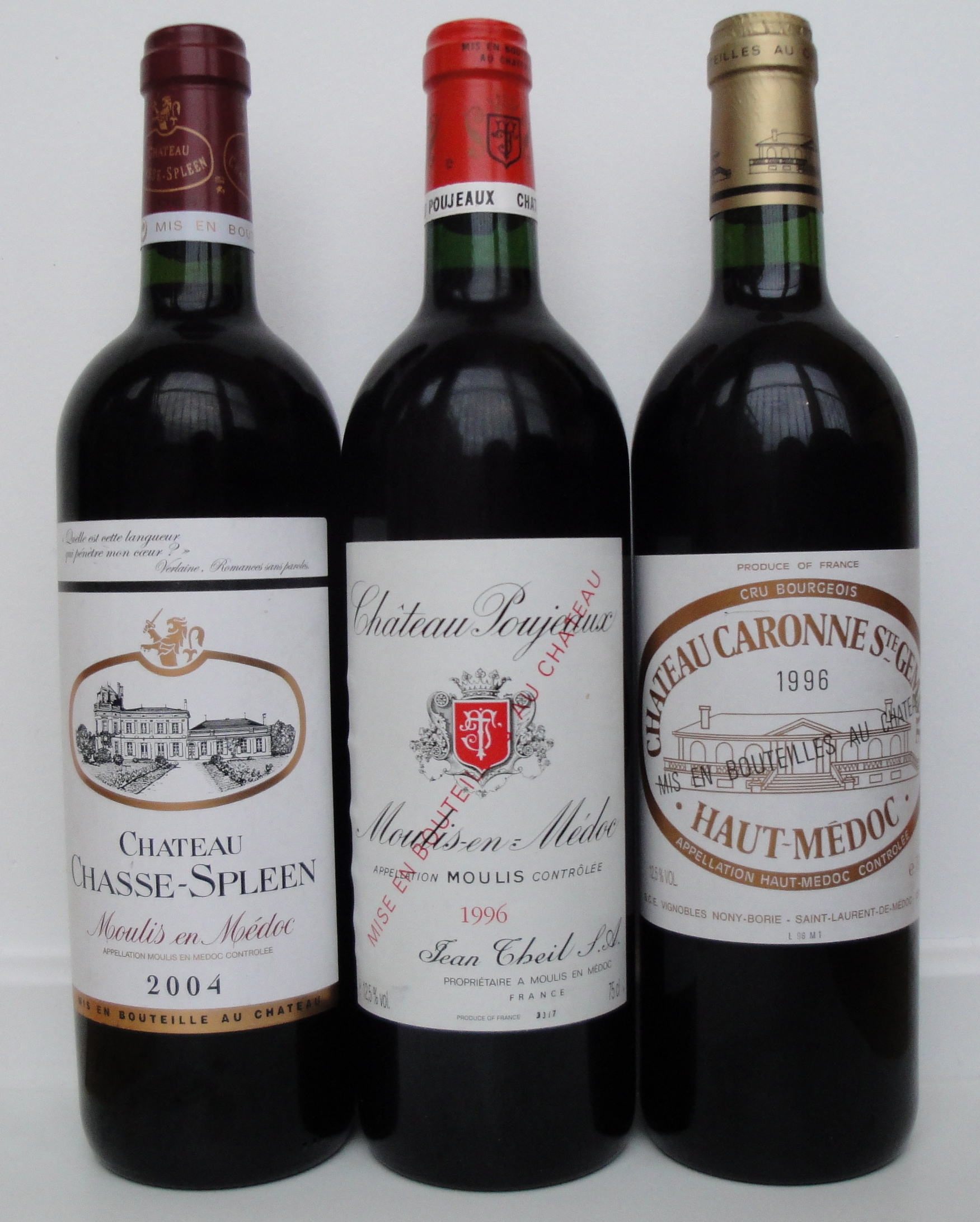
Trois anciens crus bourgeois (absents des classements 2020 et 2025) : Château Chasse-Spleen 2004 (moulis), Château Poujeaux 1996 (moulis) et Château Caronne Sainte-Gemme 1996 (haut-médoc).

La dénomination crus bourgeois désigne des vins du Médoc ayant été sélectionnés pour obtenir cette mention dans le cadre d’une procédure de classement. Avec l'autre mention « cru artisan », elle récompense les vins de propriétés n'ayant pas obtenu celle de grands crus classés de 1855.
La majorité des crus est organisée dans l'Alliance des crus bourgeois du Médoc. Dans le cadre de l'organisation commune du marché vitivinicole, le terme « cru bourgeois » bénéficie du régime des mentions traditionnelles.

## Historique
Le terme « cru bourgeois » trouve sa source dans la classification coutumière antérieure au XIXe siècle qui distinguait, au sein des vins du Médoc, les « crus bourgeois », les « crus artisans » et les « crus paysans » selon le statut social du propriétaire du vignoble. La publication du classement de 1855 remettra en cause cette classification, qui était encore utilisée par Charles Cocks en 1850 dans la première édition en français de son Guide de l’étranger à Bordeaux et dans la Gironde.
Depuis 1855, les qualités respectives des différents vins de Bordeaux ont évolué. Le classement de 1855 ne reflétait donc plus toujours au XXe siècle l'évaluation historique. Sur cette constatation, des producteurs et négociants du vignoble du Médoc ont proposé en 1932 une distinction nouvelle appelée à devenir la mention « cru bourgeois » qui pouvait être facultativement apposée sur les bouteilles récompensées.
En 1966, et 1978, deux palmarès syndicaux sont venus couronner la dénomination, pour aboutir à un classement officiel reconnu par l'État français. Ce classement a été réactualisé en 2003, et est devenu « le classement officiel des crus bourgeois » dans le cadre de deux arrêtés de juin 2003 portant sur huit appellations du Médoc,. Puis le classement est devenu quinquennal, avec les classements de 2020 et de 2025.

## Classification de 1932
Le classement de 1932 reprenait une hiérarchie interne au classement des crus bourgeois, en distinguant des « crus bourgeois exceptionnels » et des « crus bourgeois supérieurs » répartis selon : 
- crus bourgeois (339 propriétés) ;
- crus bourgeois supérieurs (99 propriétés) ;
- crus bourgeois exceptionnels (6 propriétés).

## Classification de 2003
Le classement de 2003 reprenait une hiérarchie interne au classement des crus bourgeois, en distinguant des « Crus bourgeois exceptionnels» et des « Crus bourgeois supérieurs » répartis selon : 
- crus bourgeois (151 propriétés) ;
- crus bourgeois supérieurs (87 propriétés) ;
- crus bourgeois exceptionnels (9 propriétés).

Les crus bourgeois représentaient dans le classement de 2003 environ 44 % de la production totale de vin dans le Médoc répartis selon les appellations :
- médoc : 62 propriétés pour 36 % de la production ;
- haut-médoc : 82 propriétés pour 60 % de la production ;
- saint-estèphe : 36 propriétés pour 48 % de la production ;
- pauillac : 7 propriétés pour 9 % de la production ;
- saint-julien : 6 propriétés pour 13 % de la production ;
- moulis-en-médoc : 14 propriétés pour 63 % de la production ;
- listrac-médoc : 20 propriétés pour 55 % de la production ;
- margaux : 20 propriétés pour 28 % de la production.

Cette classification, qui retenait 247 exploitations sur 490 candidates, a donné lieu à des controverses et certaines propriétés de réputées n'ont pas été ou n'ont pas voulu être incluses dans ce classement, comme le château Gloria, le château Sociando-Mallet ou le château Bel Air-Marquis d'Aligre. Par ailleurs, certaines propriétés exclues du classement ont engagé une action en annulation, et la cour administrative d'appel de Bordeaux, dans une série d'arrêts du 27 février 2007, a annulé le classement de 2003, laissant l'Alliance des crus bourgeois dans l'incertitude.

## Classement de 2020
Le classement 2020 des crus bourgeois du Médoc est officiellement publié le 20 février 2020. Il consacre, pour cinq ans (millésimes 2018 à 2022), 249 domaines dont 179 en crus bourgeois, 56 crus bourgeois supérieurs et 14 crus bourgeois exceptionnels. Au total, ceux-ci représentent 28 millions de bouteilles, 31 % de la production du Médoc et 27.5 % de la surface de production du Médoc.
Parmi les huit appellations que contient la région médocaine, six sont représentées dans le classement, dont:
- 115 propriétés distinguées dans l'AOC médoc ;
- 88 en haut-médoc ;
- 15 en saint-estèphe ;
- 14 en listrac-médoc ;
- 8 en moulis-en-médoc ;
- 8 en margaux ;
- une seule propriété en pauillac.

## Classement de 2025
Un total de 170 propriétés sont sélectionnées dans le classement de 2025, dont 14 « crus bourgeois exceptionnels » et 36 « crus bourgeois supérieur » :
- 91 en appellation médoc ;
- 53 en appellation haut-médoc ;
- 7 en appellation listrac-médoc ;
- 5 en appellation moulis-en-médoc ;
- 9 en appellation saint-estèphe ;
- 4 en appellation margaux ;
- un en appellation pauillac.

## Mise en place de la démarche de qualité «cru bourgeois»
À la suite de l'annulation du classement de 2003, l'Alliance des crus bourgeois du Médoc a entrepris de faire homologuer un nouveau régime, portant non plus sur un système de classification mais sur un principe de labellisation, selon un rythme annuel. Ce nouveau régime a été introduit par un décret de 2009, complété par un arrêté ministériel de la même année.
Cette sélection officielle est une démarche dite « de qualité » contrôlée par un organisme indépendant et ouverte aux huit AOC du Médoc : médoc, haut-médoc, listrac-médoc, moulis, margaux, saint-julien, pauillac et saint-estèphe.

## Sélection officielle des crus bourgeois
La première sélection selon le nouveau régime a été rendue publique en 2010 et portait sur le millésime 2008. Elle a récompensé 243 propriétés, dans lesquelles ne figuraient plus notamment les crus les plus prestigieux qui bénéficiaient auparavant de la distinction de cru bourgeois exceptionnel, marquant une forme de désaffection des vignerons du Médoc pour une distinction qui se traduit notamment dans le nombre de candidatures présentées : alors que 490 propriétés étaient candidates en 2003, pour 247 attributions de la mention, le nombre de candidats n'était plus que de 290 pour le millésime 2008. Il n'a que peu progressé pour les millésimes suivants, puisqu'il s'établissait à 304 pour 2009 et 309 pour 2010. Compte tenu du nombre de propriétés finalement sélectionnées, le taux de réussite est supérieur à 80 %.
La sélection officielle 2010 des crus bourgeois est publiée en septembre 2012 et regroupe 260 domaines sur le millésime 2010. Celle de 2011, publiée officiellement le 17 septembre 2013 regroupe 256 domaines pour un volume de 28 millions de bouteilles, soit environ 30 % de la production du Médoc (4 400 hectares environ soit 25 % de la surface viticole du Médoc).

## Coupe des crus bourgeois
En 2014, le Château Labadie - Médoc 2011 remporte la compétition parmi 183 vins présentés. En 2013, le grand gagnant était le Château Muret AOC Haut-Médoc 2010. Le Château Poitevin AOC Médoc 2009 avait remporté la coupe en 2012. Le Château Devise d'Ardilley Haut-Médoc 2008 était le lauréat en 2011. Auparavant, le Château d'Escurac 1996 était le dernier vainqueur de la Coupe des crus bourgeois en 1999, interrompue pendant 11 ans. Le champion 1998 était le Château Ramafort 1995.
Vainqueurs des années précédentes :
- 1997, Château Les Ormes de Pez, saint-estèphe ;
- 1996, Château Pibran, pauillac ;
- 1995, Château Poujeaux, moulis ;
- 1994, Château Les Ormes de Pez, saint-estèphe ;
- 1993, Château Pibran, pauillac ;
- 1992, Château Le Crock, saint-estèphe ;
- 1991, Château Poujeaux, moulis ;
- 1990, Château Monbrison, margaux ;
- 1989, Château Sociando-Mallet, haut-médoc ;
- 1988, Château Monbrison, margaux ;
- 1987, Château Labégorce-Zédé, margaux ;
- 1986, Château Maucaillou, moulis ;
- 1985, Château Haut-Marbuzet, saint-estèphe.

## Exception
Une exception géographique existe bien dans le Bordelais. Un cru de la rive droite de la Gironde, le château Peybonhomme-Les-Tours, peut apposer sur les bouteilles de sa production la mention « cru bourgeois ». Cette exception s'appuie sur un jugement rendu par la cour d'appel de Bordeaux le 9 avril 1996 qui confirme ce droit.